# Lothier
Lothier és el nom donat a la part del ducat de Baixa Lotaríngia sota autoritat del duc de Brabant des de 1190 i fins al 1796. Aquestos territoris tot i que diferents del ducat de Brabant (que n'era només una de les components) fou més conegut de fet com ducat de Brabant.
El 1190 la dieta de Hall a l'abadia de Comburg, en presència de l'emperador Enric VI, va decidir que el duc de Baixa Lotaríngia en aquest moment, Enric I de Brabant, només tindria autoritat ducal sobre els seus propis territoris de Lotaríngia, o sigui el comtat de Lovaina, i els feus imperials (marquesat d'Anvers, landgraviat de Brabant, i l'abadia de Nivelles). Enric va rebre ell títol de duc de Lothier, que era purament honorífic sense cap jurisdicció diferent de la que Enric ja tenia abans de rebre el títol. Es van celebrar algunes corts però només van decidir sobre afers feudals.
Lothier no s'ha de confondre amb el gran ducat de Baixa Lotaríngia quedant reduït als següents feus:
- Comtats de Lovaina i Brussel·les, béns alodials
- Landgraviat de Brabant amb títol ducal des de 1183, feu imperial
- Marcgraviat o marquesat d'Anvers, feu administratiu
- Abadia de Nivelles, feu imperial
- Abadia de Gembloux, feu imperial